# ديزة ثنلونية
ديزة ثنلونية (الاسم العلمي:Disa dichroa) هي نوع من النباتات تتبع جنس الديزة من الفصيلة السحلبية.